# أبو البنات (فلم)
أبو البنات فيلم دراما مصري للمخرج تيسير عبود عام 1980. الفيلم عن قصة تيسير عبود وكتب السيناريو والحوار بشير الديك، وقام بالبطولة فريد شوقي، مديحة كامل، محمود قابيل، عايدة رياض، وروعة الكاتب. تدور أحداث الفيلم حول الموظف سيد وبناته الأربعة وهو يحاول توفير الرعاية والمال وخصوصاً بعد تقاعده وتصبح كل تحركاته مجرد رد فعل لما يواجه من مصاعب الحياة.
صدر الفيلم إلى دور العرض المصرية في 24 مارس 1980.
منح موقع قاعدة بيانات الأفلام العربية «السينما.كوم» الفيلم درجة 5.2/ 10.

## طاقم التمثيل
فريد شوقي: في دور سيد النساج
مديحة كامل: في دور منى سيد النساج
محمود قابيل: في دور مدحت (الشاب الثري)
عايدة رياض: في دور سميرة سيد النساج
روعة الكاتب: في دور صفاء سيد النساج
مي عبد النبي: في دور صفاء سيد النساج (في ظهورها الأول على شاشة السينما)
عماد رشاد: في دور عادل (المحامي حبيب سميرة)
محمد شوقي: في دور عزوز (صديق سيد النساج)
محمد حمدي: في دور حسين (تاجر الملابس المستوردة المهربة)
محمد أبو زيد: في دور المعلم سلطان
سميحة محمد: في دور أم سلطان
جمال إسماعيل: في دور عبد الله
نعيم عيسى: في دور عبادي
سيد مصطفى: في دور مدعو في حفل عيد الميلاد
بدرية عبد الجواد: في دور مدعوة في حفل عيد الميلاد
فايزة عبد الجواد: في دور مشترية الفول
بالاشتراك مع: نبوية سعيد – لويس يوسف – حمدي يوسف – إسماعيل عبد المجيد – حسين الحلواني – مختار السيد – قدرية كامل – نادية شمس الدين.

## أحداث الفيلم
يتقدم الموظف البسيط سيد النساج (فريد شوقي) بطلب لتمديد عمله بالشركة بعد وصوله لسن التقاعد حتى يتسنى له تربية وتزويج بناته الأربع، ليلى (مي عبد النبي) التي لم تنل قسطا من التعليم، وسميرة (عايدة رياض) التي حصلت على شهادتها وتبحث عن عمل، وتحب جارها عادل (عماد رشاد) المحامي تحت التمرين، ومنى (مديحة كامل) التي كانت ضحية جمالها الذي أصابها بالغرور فقد كانت أحلامها أكبر بكثير من إمكانياتها، والرابعة صفاء (روعة الكاتب) والتي تهوى كتابة الروايات، ولكن لم ينشر لها شئ، بسبب بعدها عن الواقعية واهتمامها بالرومانسية. تحضر منى عيد ميلاد زميلتها سهير (هدى رسلان) وتلتقي بالشاب الثري مدحت (محمود قابيل) المعتمد على ثروة والدته، وتنبهر بسيارته الفارهه، ولا يبذل مدحت جهد للإيقاع بمنى وهي تحلم به زوجا. يتم رفض طلب سيد لتمديد عمله لمدة 5 سنوات، ويحال للتقاعد، ويمنح 1000 جنيه مكافأة نهاية الخدمة، ويحتار في كيفية استثمارها. يتقدم المعلم سلطان (محمود أبو زيد) للزواج من سميرة فيوافق سيد، ويجبر سميرة على الموافقة نظرا لظروفهم المادية الصعبة. يقترح عزوز (محمد شوقي) على صديقه سيد أن يستثمر ماله بمشاركة حسين (محمد حمدي) في تجارة الملابس المستوردة، حيث انه يفتتح بوتيك في الحارة، ويمنح 4٪ فوائد شهرية لمن يشاركه، ويسارع أهل الحارة للمشاركة. تتحسن أحوال سيد، ويقوم برفض المعلم سلطان زوجا لإبنته سميرة. يتم القبض على حسين لعمله بالتهريب، ويفقد سيد أعصابه ويخنق حسين حتى الموت، ويقبض عليه. تذهب منى إلى مدحت للاقتراض منه، ولكنه يدعوها للفراش لتفقد عذريتها. يحكم على سيد بالسجن 3 سنوات، ويطلب من عادل الزواج من سميرة ورعاية بناته. يضطر مدحت للزواج من منى عرفيا بعد أن علم بحملها، وتترك منى شقيقاتها وتقيم مع مدحت في حياة رتيبة مملة بعد انشغاله عنها بأصحابه. تتخلص منى من حملها، وتعود للإقامة مع شقيقاتها، لكنهم لا يقبلوها فتعود إلى مدحت لتعيش حياة ماجنة. يخرج سيد من السجن، ويرو منى في ضياعها، ويريد قتلها، ولكنها تلقي بنفسها من الشرفة لتسقط وتفارق الحياة.

## بطل الفيلم وبناته
أطلق علي فريد شوقي تسمية باسم الفيلم «أبو البنات» وهذا لأنه أب لأربعة بنات (منى - ناهد - مها - عبير - رانيا)  من ثلاثة زوجات (زينب عبد الهادي – هدى سلطان – سهير ترك). كتب حاتم نعام على بوابة أخبار اليوم: "فريد شوقي «أبو البنات» رغم كل ما يقال عنه ورغم ما كان له من شطحات فهو رب أسرة ممتاز، أمتع أوقاته هي التي يمضيها في بيته مع أسرته وبناته وتعيش معه ابنته غير المتزوجة هدى."

## وصلات خارجية
- مقالات تستعمل روابط فنية بلا صلة مع ويكي بيانات
- أبو البنات على موقع الدهليز
- أبو البنات على موقع كاروهات